# فورست باربر
فورست باربر (بالإنجليزية: Forest Barber)‏ هو مهندس أمريكي، ولد في 3 أكتوبر 1952 في فورت وورث في الولايات المتحدة.